# Sheila E.
Sheila Cecilia Escovedo (Oakland, Californië, VS, 12 december 1957), artiestennaam Sheila E., is een Amerikaanse percussioniste, drumster en zangeres. Ze is de dochter van jazz-percussionist Pete Escovedo en onder meer bekend van haar samenwerking met Prince.

## Biografie

### Jaren 70 en 80
Sheila E leerde op 5-jarige leeftijd conga's spelen en was al een veelgevraagd percussioniste (onder andere George Duke, Herbie Hancock, Patti Labelle en Marvin Gaye) toen ze in 1983 ging samenwerken met Prince. Haar eerste solo-hit was The Glamorous Life in de zomer van 1984 (Nederland: #2 in de Nederlandse Top 40 en de TROS Top 50, #3 in de Nationale Hitparade), afkomstig van haar debuutalbum dat, net als het daaropvolgende album, mede geschreven en geproduceerd was door Prince. Andere solohits in Nederland in de destijds drie hitlijsten op de nationale popzender Hilversum 3; (Nederlandse Top 40, Nationale Hitparade en de TROS Top 50) waren A Love Bizarre (een duet met Prince), Holly Rock (uit de film Krush Groove) en Hold Me. Daarnaast is ze ook te horen op enkele nummers van Prince, als zangeres op bijvoorbeeld de beroemde B-kant Erotic City uit 1984 en als drummer op bijvoorbeeld Life Can Be So Nice van Parade.
Van 1987 tot en met 1989 drumde ze in de begeleidingsband van Prince. Ze is onder andere te horen en te zien in de concertfilm Sign “☮” the Times. Het was Prince die haar de artiestennaam Sheila E. gaf. Ze kreeg een verhouding met hem en in 1987 vroeg hij haar tijdens een concert ten huwelijk. Sindsdien waren ze verloofd, maar tot een huwelijk kwam het niet. Een jaar later zou ze de relatie verbreken.

### Jaren 90-nu
Na gezondheidsproblemen begin jaren negentig, werd Sheila E. vanaf eind jaren negentig weer actief met vooral latin jazz en bracht ze weer albums uit. Daarnaast werkte ze samen met Ringo Starr, Lionel Richie en opnieuw meerdere keren met Prince.
In 2006 vormde ze een nieuwe band, genaamd C.O.E.D. (Chronicles Of Every Diva), die verder bestaat uit Rhonda Smith, Kat Dyson en Cassandra O'Neal. Met deze band en Candy Dulfer maakte ze in 2007 een korte tournee door Europa.
Sheila Escovedo heeft samen met de Amerikaanse zangeres Lynn Mabry de Elevate Hope Foundation opgericht, een stichting die ondersteuning wil bieden aan mishandelde kinderen.
In juli 2014 trad ze nog een keer op met Candy Dulfer tijdens het North Sea Jazz Festival. In februari 2015 trad ze op als speciale gast bij de Ladies of Soul.
Op de in 2019 door het tijdschrift Rolling Stone gepubliceerde ranglijst van 100 beste drummers in de geschiedenis van de popmuziek kreeg Sheila E. de 58e plaats toegekend. In 2023 kreeg Sheila E. een ster op de Hollywood Walk of Fame.

## Discografie

### Albums
- The Glamorous Life (1984)
- Romance 1600 (1985)
- Sheila E. (1987)
- Sex Cymbal (1991)
- Writes of Passage (2000)
- Heaven (2001)
- Icon (2013)
- Iconic: Message 4 America (2017)

### Singles
- The Glamorous Life (1984)
- The Belle of St. Mark (1984) (Alarmschijf)
- Oliver's House (1984)
- Sister Fate (1985)
- A Love Bizarre (1985) (met Prince (onvermeld))
- Bedtime Story (1985)
- Toy Box (1985)
- Holly Rock (1986)
- Love on a Blue Train (1986) (alleen in Japan)
- Hold Me (1986)
- Koo Koo (1987)
- Sex Cymbal (1991)
- Dropin' Like Flies (1991)
- Cry Baby (1991)
- Girl meets boy (2016)

## Hitnoteringen

### Albums
| Album met eventuele hitnotering(en) in de Nederlandse Album Top 100 | Datum van verschijnen | Datum van binnenkomst | Hoogste positie | Aantal weken | Opmerkingen |
| ------------------------------------------------------------------- | --------------------- | --------------------- | --------------- | ------------ | ----------- |
| The Glamorous Life                                                  | 1984                  | 04-08-1984            | 12              | 15           |             |
| In Romance 1600                                                     | 1984                  | 17-05-1986            | 33              | 11           |             |
| Sheila E.                                                           | 1987                  | 23-03-1987            | 68              | 1            |             |
| Icon                                                                | 2013                  | 16-11-2013            | 46              | 3            |             |

| Album met hitnotering(en) in de Vlaamse Ultratop 200 albums | Datum van verschijnen | Datum van binnenkomst | Hoogste positie | Aantal weken | Opmerkingen |
| ----------------------------------------------------------- | --------------------- | --------------------- | --------------- | ------------ | ----------- |
| Icon                                                        | 2013                  | 23-11-2013            | 143             | 2            |             |

### Singles
| Single met eventuele hitnotering(en) in de Nederlandse Top 40 | Datum van verschijnen | Datum van binnenkomst | Hoogste positie | Aantal weken | Opmerkingen |
| ------------------------------------------------------------- | --------------------- | --------------------- | --------------- | ------------ | ----------- |
| The Glamorous Life                                            | 1984                  | 04-08-1984            | 2               | 10           |             |
| The Belle of St. Mark                                         | 1984                  | 27-10-1984            | 5               | 11           |             |
| A Love Bizarre                                                | 1986                  | 29-03-1986            | 7               | 13           |             |
| Holly Rock                                                    | 1986                  | 28-06-1986            | 8               | 9            |             |
| Hold Me                                                       | 1987                  | 07-02-1987            | tip18           | 5            |             |

| Single met hitnotering(en) in de Vlaamse Ultratop 50 | Datum van verschijnen | Datum van binnenkomst | Hoogste positie | Aantal weken | Opmerkingen |
| ---------------------------------------------------- | --------------------- | --------------------- | --------------- | ------------ | ----------- |
| The Glamorous Life                                   | 1984                  | 18-08-1984            | 5               | 9            |             |
| The Belle of St. Mark                                | 1984                  | 03-11-1984            | 5               | 11           |             |
| A Love Bizarre                                       | 1986                  | 03-05-1986            | 9               | 9            |             |
| Holly Rock                                           | 1986                  | 21-06-1986            | 8               | 10           |             |